# Línia 3 del metro de Sevilla
La línia 3 del Metro de Sevilla serà una línia de ferrocarril metropolità de tipus lleuger de la ciutat de Sevilla i la seva àrea metropolitana, a Andalusia. Aquesta línia unirà la part nord de Sevilla amb la part sud.